# 410-е годы
410-е (четы́реста деся́тые) го́ды по юлианскому календарю — промежуток времени с 1 января 410 года по 31 декабря 419 года, включающий 410 год 1-го десятилетия   и с 411 по 419 годы    2-го десятилетия V века 1-го тысячелетия.  Они закончились 1606 лет назад.

## Важнейшие события
- Разграбление Рима Вестготами под руководством Алариха[1][2][3][4].
- Британия оставлена Римской империей.

## События по годам

### 410
- Константин III пересёк Альпы в Лигурии (Северная Италия), но отступил в Галлии после восстания Геронтия в Испании против его сына Константа II .
- Город Алериа на острове Корсика опустошён огромным пожаром, уничтожившим его порт и большинство его жителей.

### 411
- Император Гонорий посылает двух римских полководцев в Галлию к узурпатору Константину III. Они убивают Геронтия.
- Рабула становится епископом Эдессы.

### 412
- Консулы имп. Гонорий (IX раз) и имп. Феодосий II (V раз).
- Атаульф[1][2][3] получил звание римского военачальника. Вестготы двинулись в Южную Галлию, взяли Нарбонну, Тулузу, Бордо и поселяются в Южной Галлии как федераты империи.
- Создание государства Вестготов в Тулузе
- Взятие франками Трира. Главным городом подвластной Риму Галлии стал Арелат.
- 412—444 — Патриарх Александрии св. Кирилл (376—444). Один из отцов Церкви.
- Лю Юй подавил мятеж Лю И.

### 413
- Создание Феодосийской стены.
- Консулы Флавий Луций и Гераклиан.
- Атаульф разбил узурпаторов Иовина и Себастиана и прислал их головы Гонорию.

- Китайцы в Тоба-Вэй обложены налогом.
- Китайское государство Западная Шу завоёвано войсками династии Лю Сун.

### 414
- Консулы Флавий Констанций и Флавий Констант.
- 1 января — Атаульф женился на Галле Плацидии в Нарбонне.
- Вестготы перешли Пиренеи. Аланы разгромлены, а вандалы оттеснены в горы Галисии.
- Управление Византией сосредоточилось в руках Пульхерии, сестры Феодосия.
- Китайское царство Южная Лян завоёвано войсками Западной Цинь.
- Южная Лян захвачена сяньбийцами Западной Цинь.
- В Когурё установлена стела в память правителя Квангэтхо-вана («Расширителя земель»).
- Союз Хулюя с Фэн Ба.
- В Александрии при византийском патриархе Кирилле состоялось одно из первых изгнаний евреев из христианских стран.[5]

### 415
- Консулы имп. Гонорий (X раз) и имп. Феодосий II (VI раз).
- Около 415 — Иоанн Кассиан (360—435) приехал из Константинополя и поселился в Марселе, введя монашество на Западе. Основал 3 монастыря (св. Петра, св. Виктора).
- Осень — Атаульф убит в Барселоне.
- Король вестготов Сигерих.
- Сигерих убит из-за склонности к миру с Римом.
- 415—419 — Король вестготов Валлия.
- 415, конец — Около Кадикса флот Валлии разбит бурей, и он отказался от планов вторжения в Африку.
- Валлия формально восстановил в Испании власть императора.
- Набег жужаней на Тоба-Вэй.
- Датань захватил престол Жужани.
- 415—430 — Каган жужаней Датань.
- В 415 году группа египетских христиан — парабаланов, сторонников епископа Кирилла, напала на Гипатию и убила её[6], что способствовало закату античной науки.

### 416
- Консулы имп. Феодосий II (VII раз) и Флавий Юний Кварт Палладий.
- 416 (415) — Яо Син умер, вступил на престол Яо Хун.
- 416—417 — Император Младшей Цинь Яо Хун.
- Царство Уду напало на Позднюю Цинь.
- Крупное извержение вулкана Кракатау (согласно яванской хронике «Параратон»).